# Complejo Torre de las Telecomunicaciones
El Complejo Torre de las Telecomunicaciones, también conocida como Torre de Antel, Torre de las Comunicaciones o Torre Joaquín Torres García, es la sede de la Administración Nacional de Telecomunicaciones, fue proyectado por el reconocido arquitecto uruguayo Carlos Ott. Se encuentra en el barrio La Aguada de la ciudad de Montevideo en Uruguay. Fue terminado de construir en 2002. Incluye actualmente el rascacielos más alto del Uruguay.

## Características
Es un complejo compuesto por seis edificios y diferentes espacios públicos, que según sus responsables ha sido concebido como punto de partida de la renovación urbanística del barrio La Aguada. El elemento más visible del complejo (y que además le da el nombre) es la torre de acero y cristal que alberga las oficinas de Antel.
Cuenta con un mirador panorámico en el nivel 26 de la Torre, brinda una espectacular vista de toda la bahía, el puerto y la ciudad de Montevideo.
El Complejo Torre de las Telecomunicaciones es un centro de difusión de todas las artes. Sus espacios públicos están decorados con obras de reconocidos artistas nacionales.
El complejo posee cuatro edificaciones: la propia Torre de las Telecomunicaciones, el Edificio José D'lía, el Espacio Avanza, y los Auditorios. Entre estos edificios hay una plaza con una escultura de la artista Águeda Dicancro y un enorme anfiteatro.

## Proyecto y ubicación
El Complejo está ubicado en la Aguada, un área de la ciudad de Montevideo, dominando toda la bahía de Montevideo con su silueta característica y es visible desde muchos puntos de la ciudad. En dicho predio se proyectó el polémico Plan Fénix de revitalización urbana, del cual el Complejo Torre de las Telecomunicaciones era parte fundamental.
El Plan Fénix fue abandonado como consecuencia de la crisis económica en la que se sumergió el país en el año 2002, siendo tildado de despilfarro de dinero público por parte de sus críticos. Finalmente, parte de la revitalización de la zona prometida por el proyecto se logró posteriormente con la instalación de la zona franca Aguada Park.
El proyecto básico del Complejo Edilicio Torre de las Telecomunicaciones fue realizado por el mundialmente reconocido arquitecto uruguayo Carlos Ott. Las obras comenzaron a fines de agosto de 1997 y fueron culminándose a partir de octubre de 2000, cuando se entregó el primer edificio terminado. En julio de 2003 Antel recibió la totalidad del Complejo.
Ocupa dos manzanas y media ubicadas entre la calle Paraguay y la vía férrea que corre junto a la Rambla Sudamericana, y entre las calles Panamá y Venezuela. Se compone de una torre de 157.6 m y cinco edificios de menor altura. Entre ellos se conforman espacios y plazas de uso público.
La realización del Proyecto Ejecutivo y la construcción de la Obra fue adjudicado por licitación al Consorcio Internacional integrado por las firmas Benito Roggio de Argentina, Stiler S.A. de Uruguay y American Bridge de Estados Unidos. El Gerenciamiento de la obra estuvo a cargo del Consorcio Internacional integrado por las firmas CSI Ingenieros de Uruguay y LOGOS de Brasil. La Dirección de Obra estuvo a cargo del Estudio Ott.

## Partes del complejo

### Torre de las Telecomunicaciones - TorreJoaquín Torres García

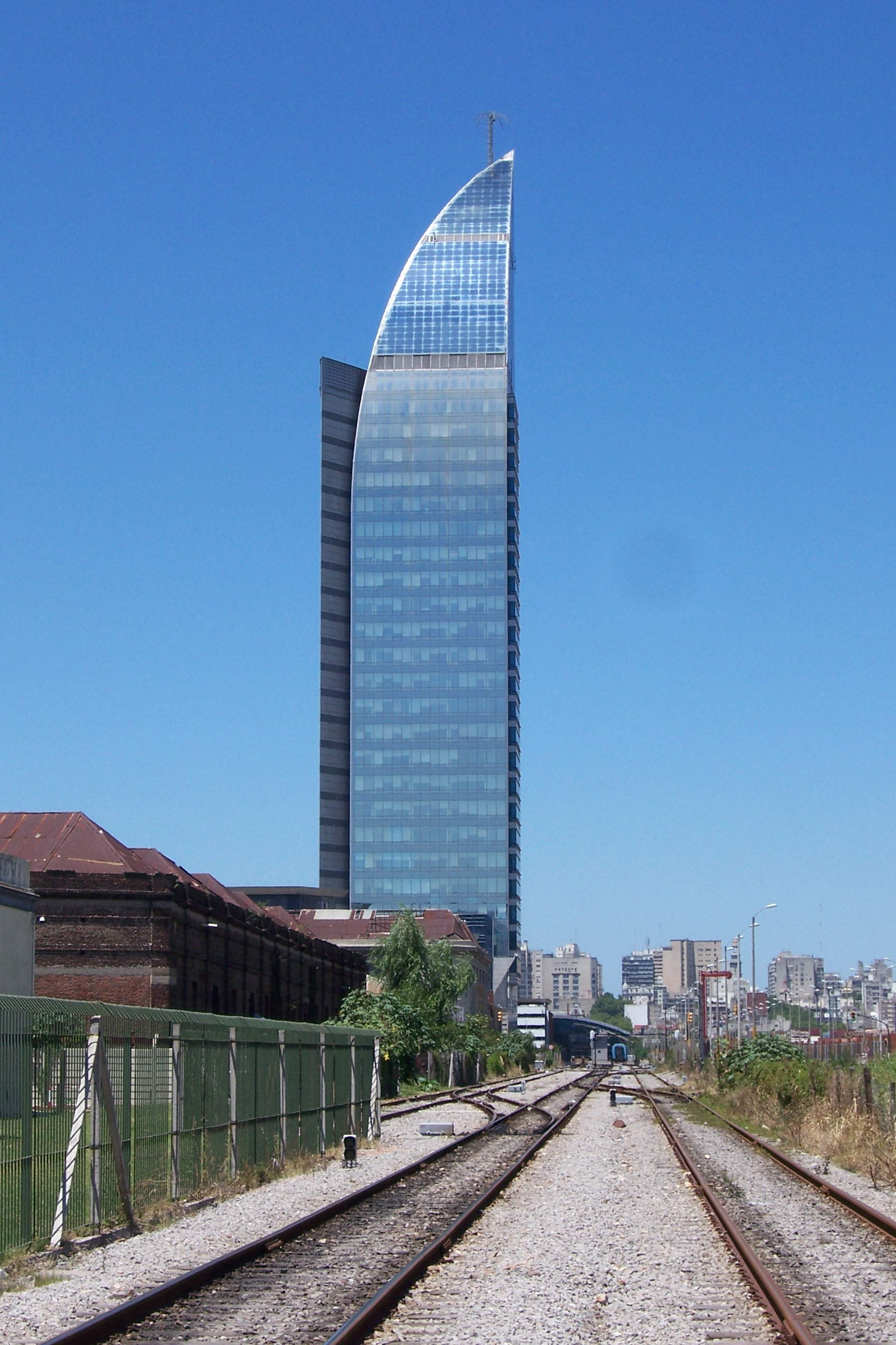
La Torre de las Telecomunicaciones vista desde las vías férreas

Con un área total de 19.459 m² alberga las oficinas administrativas y de las autoridades y el directorio de la Administración Nacional de Telecomunicaciones
Tiene un total de 157.6 m de altura.
El edificio consta de 45 pisos distribuidos en:
- Hall de acceso en la planta baja y dos niveles para albergar el sector operativo de informática.
- Áreas técnicas en los niveles 4, 27 y 28.
- 18 plantas para oficinas.
- 3 plantas para Directorio y Presidencia.
- Piso 26 destinado a mirador panorámico, al que se accede por un ascensor panorámico sobre la fechada oeste.
- El equivalente a 7 niveles de doble altura para la instalación de antenas y equipos de comunicaciones.

Esta división interna se expresa en el diseño de la Torre que está compuesto por:
- un basamento, reafirmado por dos pilares de acceso
- un cuerpo central vidriado con los pisos de oficinas y un remate donde se ubican las oficinas de dirección, señalado por el rehundimiento del plano superior y la pégola de remate
- y por último "la cúpula", el área vidriada que continúa hasta el vértice superior y termina con un mástil para las descargas atmosféricas, con forma de paraguas.

La Torre se compone de dos volúmenes, uno más bajo que se detiene en el piso 27, con su fachada curva hacia el sudeste y otro más alto en forma de prisma triangular, cuyos lados forman un ángulo de 33º y cuya otra cara se curva a partir del piso 23 hasta culminar en el vértice superior de la Torre.
La unión de ambos volúmenes coincide con las cintas de circulación de cada piso, que se ven desde el exterior como dos buñas vidriadas.
En los pisos de la Torre se distribuyen perimetralmente las áreas para oficina y en un núcleo estructural central se ubican los servicios (ascensores, escaleras de emergencia y salas técnicas). Un segundo núcleo estructural vinculado con el primero, contiene los servicios higiénicos y las salas de aire acondicionado.
La estructura del edificio se basa en un núcleo central pero asimétrico de hormigón armado, al que rodea un enrearmado de pilares y vigas metálicas. Sobre éste se apoyan las losas de hormigón de los pisos que trasladan los esfuerzos del viento al núcleo central.
Esta núcleo y los pilares metálicos descansan sobre un gran cabezal de hormigón armado de 4,5 m de profundidad, que a su vez se apoya sobre 40 grandes pilotes que llegan hasta la roca, a 23 m más de profundidad.
El entrearmado perimetral de los pilares y vigas metálicas es cerrado en todo su perímetro por un muro cortina formado por paneles de cristal de seguridad alternados con placas aislantes recubiertas de aluminio sobre una perfilería de aluminio.
El edificio principal lleva el nombre del artista Joaquín Torres García. Tiene un área total de 19.459 m², mide 160 m de altura y consta de 35 plantas. Se compone de dos volúmenes, uno más bajo que se detiene en el piso 27, con su fachada curva hacia el sudeste, y otro más alto en forma de prisma triangular, cuyos lados forman un ángulo de 33 grados y cuya otra cara se curva a partir del piso 23 hasta culminar en el vértice superior.

### Edificio José D'Elía

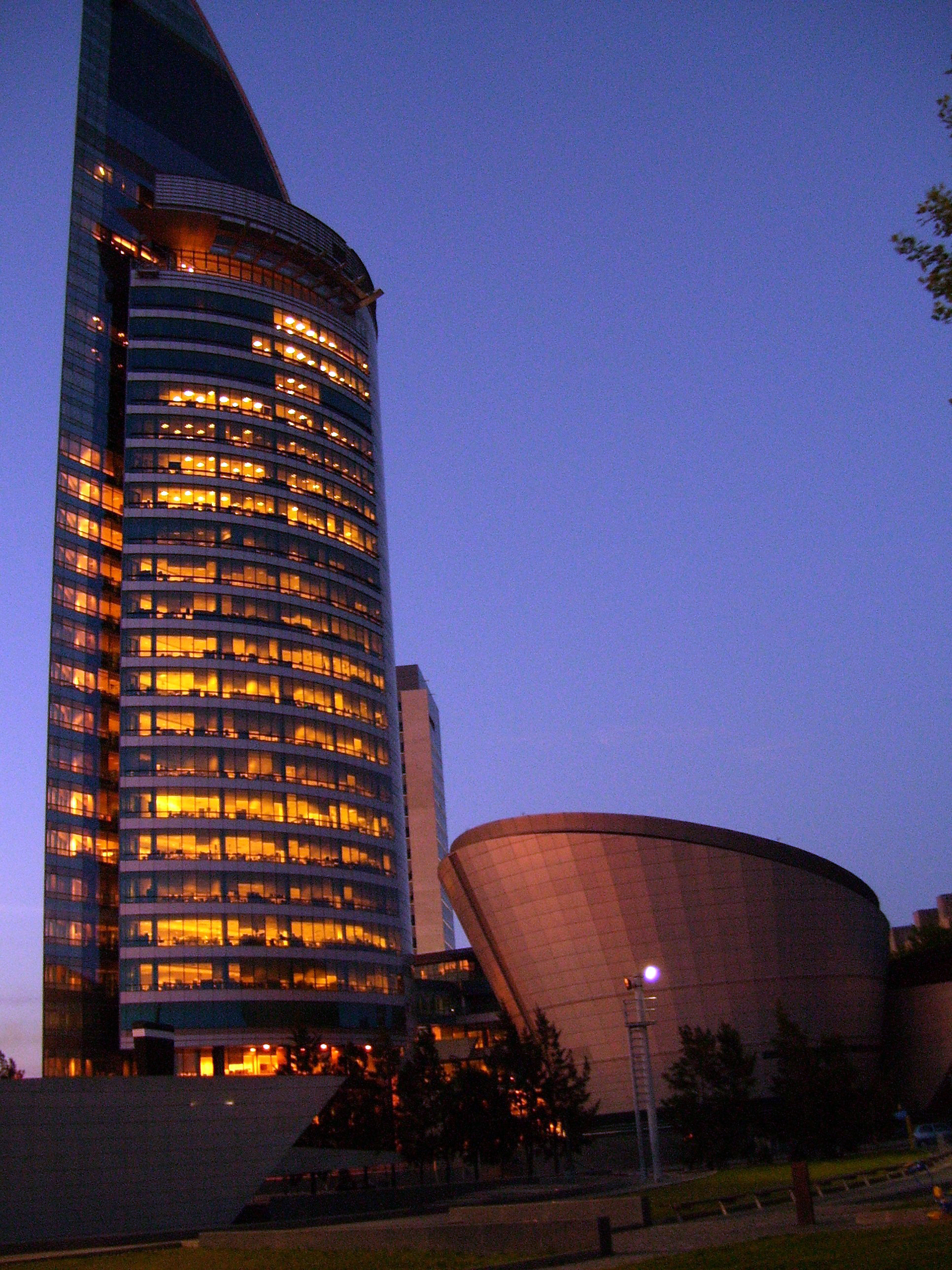
Complejo Torre de las Telecomunicaciones desde el parque lateral.

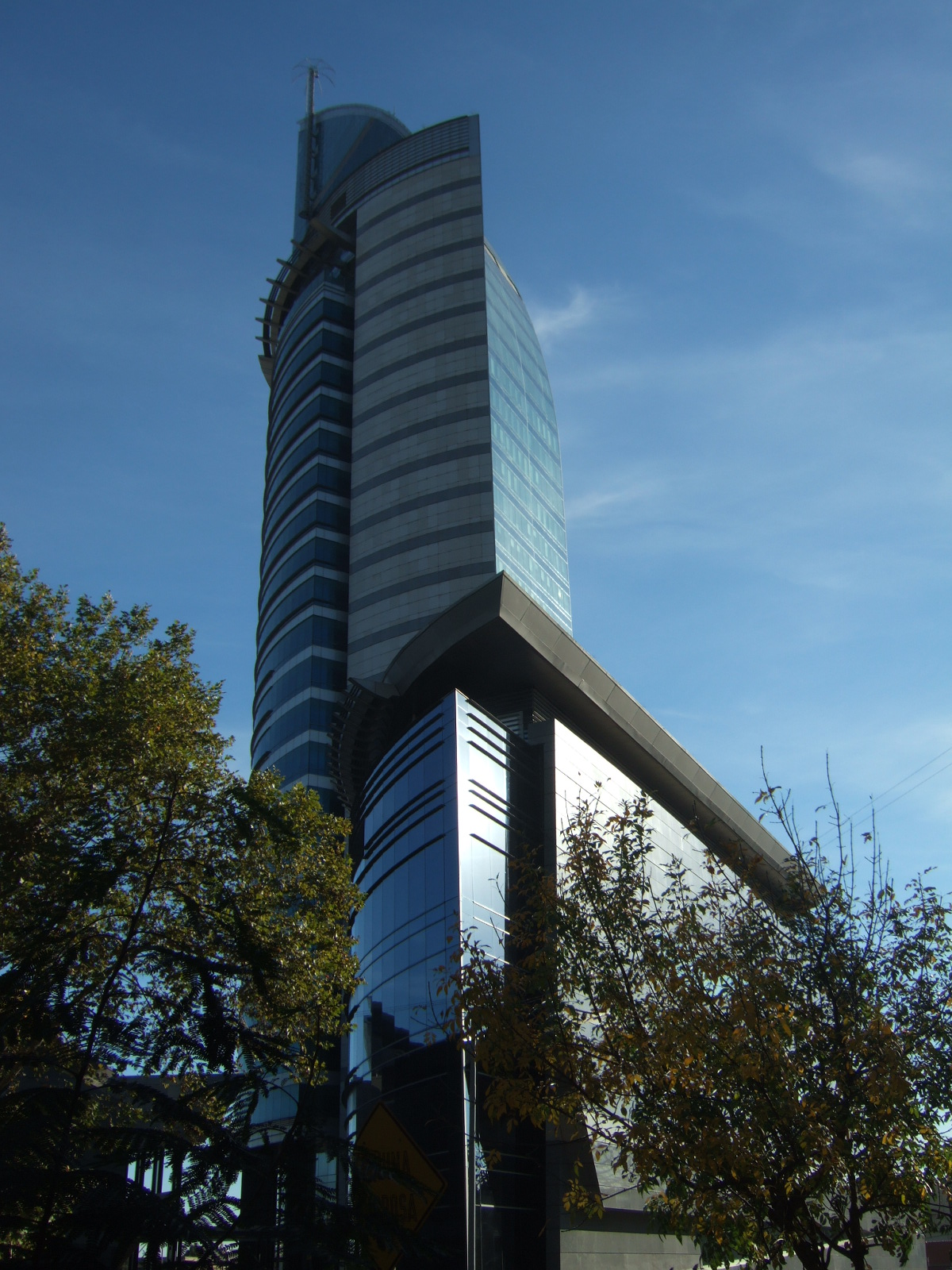
Torre de las Telecomunicaciones

El Edificio José D'Elia tiene 5.437 m² en 6 niveles, con 24 m de altura. Los dos primeros niveles están dedicados a la atención al público, los pisos 3 y 4 están destinados a las actividades de capacitación del personal y en el piso 5 se ubica un restaurante y cafetería, con cocina y área de mesas. En el piso 6 hay una terraza. Lleva el nombre del histórico sindicalista José D'lia.

### Complejo Cultural
El Complejo Cultural de la Torre de las Telecomunicaciones es un conjunto de edificios y espacios exteriores que conforman una propuesta que integra la tecnología y el arte con el patrimonio histórico nacional.
Con 2.551 m², consta de dos volúmenes.
Un prisma de planta triangular en dos niveles para el Espacio Avanza.
Un volumen de forma troncocónica que alberga un auditorio para Conferencias y teleconferencias con capacidad para 370 espectadores, y un espacio de comunicación Interactivo en la planta baja del mismo.
Ambos edificios se conectan por un puente vidriado.
Las posibilidades de servicios y esparcimiento que brindan las instalaciones, permiten ofrecer desde video conferencias, realizar lanzamientos empresariales y eventos culturales, hasta paseos didácticos y de esparcimiento para los visitantes y público en general.
Las variadas propuestas que incluyen desde experimentar la tecnología de una forma dinámica, interactiva y divertida, hasta admirar la realización de los alumnos de la Escuela Torres García, consideradas Patrimonio Histórico Nacional.
Todo ello puede complementarse con el disfrute de los jardines y la plaza, que incluye un Anfiteatro al aire libre, el que cuenta con camarines y una perfecta acústica, así como tener una única y excepcional vista de toda la ciudad en el mirador panorámico del Nivel 26 del edificio Torre a 160 metros de altura.
Alguna de estas instalaciones como el Auditorio Mario Benedetti, la Sala Idea Vilariño y el Mirador Panorámico, pueden ser usadas por organizaciones privadas a través del arrendamiento para eventos puntuales o programas más estables. El Auditorio en particular, ha incorporado las más recientes tecnologías, posibilitando utilizar sistemas de comunicación como la línea telefónica, fax, conexión a Internet y red informática, desde las propias butacas.

### Subsuelo
Los servicios generales e instalaciones de los edificios, la sala de máquinas de aire acondicionado, los transformadores, y los tableros generales eléctricos, además de un estacionamiento de uso interno, ocupan una superficie de 4.300 m².

### Edificio destinado a Servicios y Guardería
Un área de 427 m² que alberga una subestación y un puesto de conexión de la Administración Nacional de Usinas y Transmisiones Eléctricas, un trans
formador eléctrico y el grupo electrógeno, además de las torres de enfriamiento de los equipos de aire acondicionado.
En otra área del edificio se ubica la guardería para hijos de funcionarios. Cubre 435 m² con una capacidad para 100 niños.
En su planta baja se ubican el comedor y el área administrativa y en la planta alta las salas para los niños.

### El espacio exterior
Con 6.421 m² para esparcimiento de uso público, incluye un Anfiteatro y una zona parquizada delimitados por muros revestidos en granito. Allí se ubica una estructura realizada por el artista Nelson Ramos.

### Edificio de Estacionamiento
Cerrando la Plaza por el lado sur y ocupando un sector de la tercera manzana, se encuentra el Edificio de Estacionamiento, con 8.414 m² en cinco niveles y con una capacidad para 358 vehículos.

## Galería

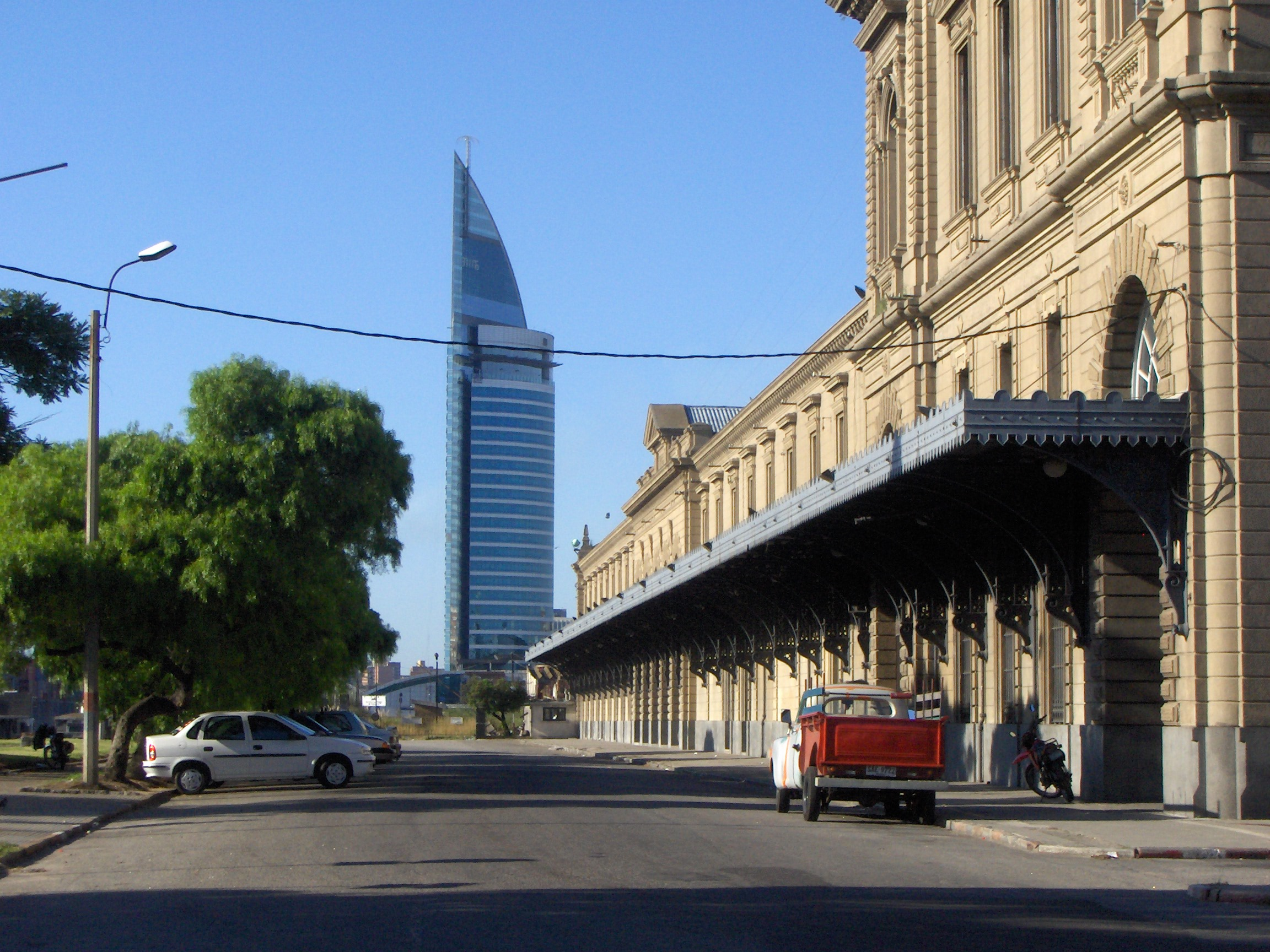
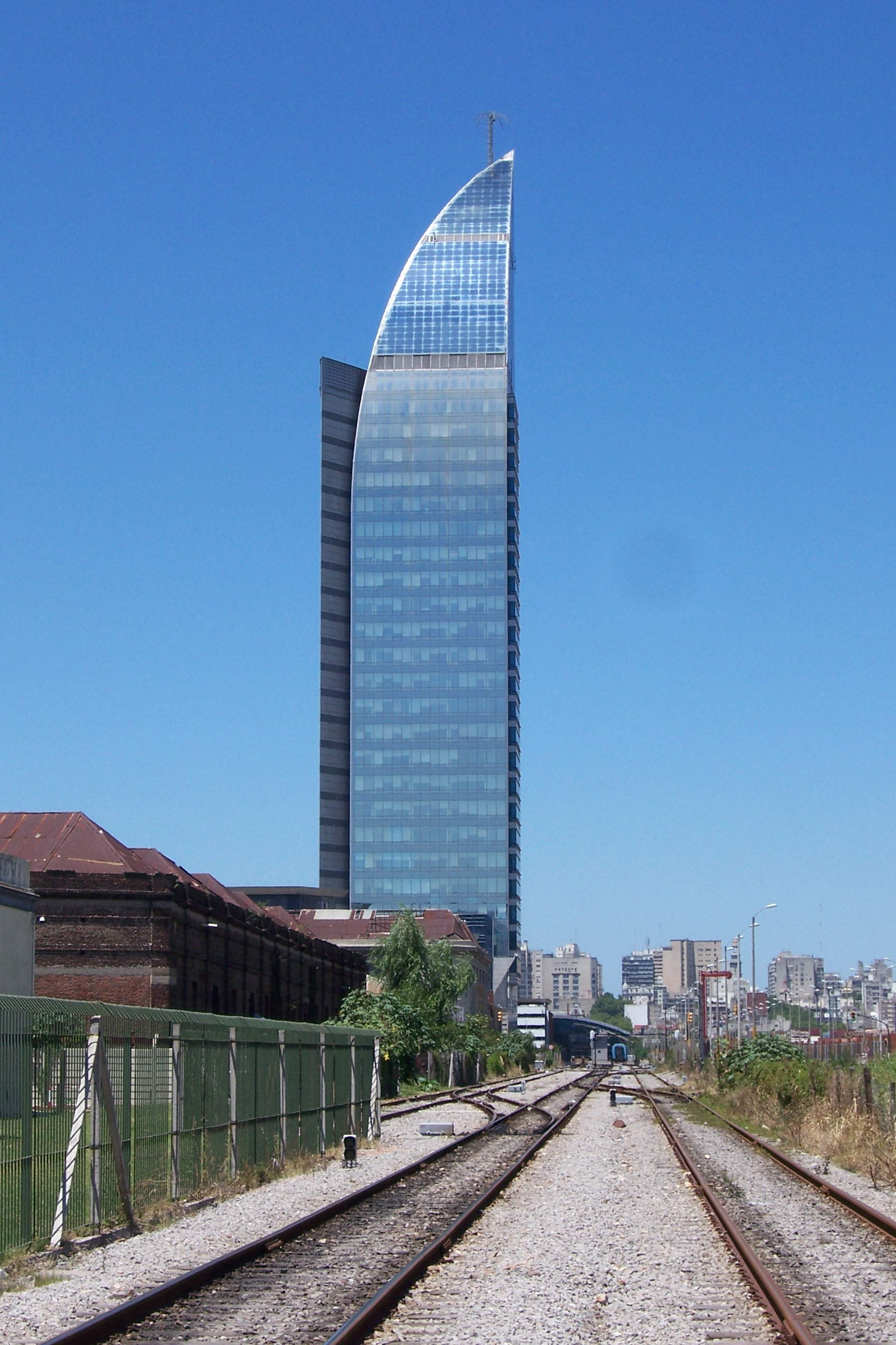
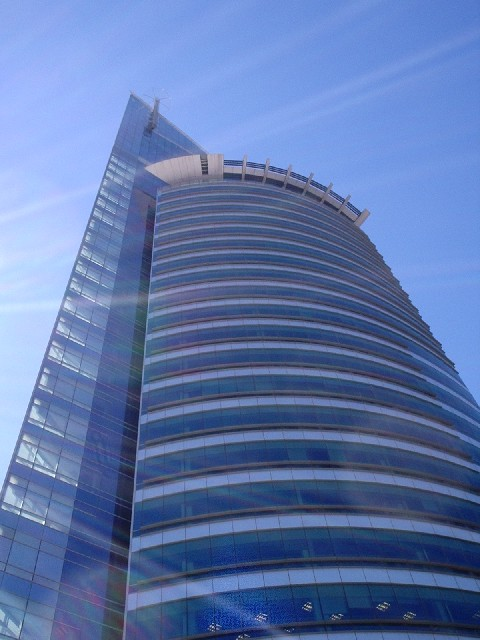
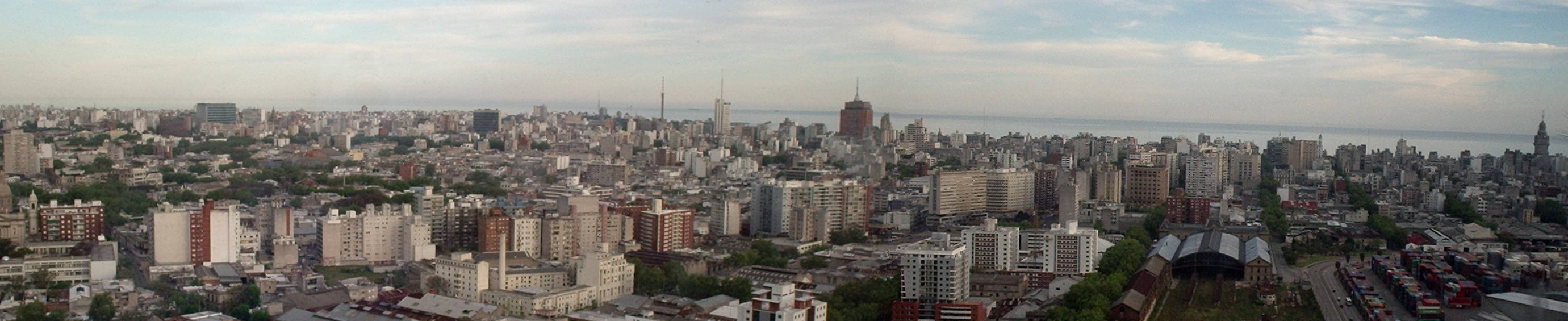
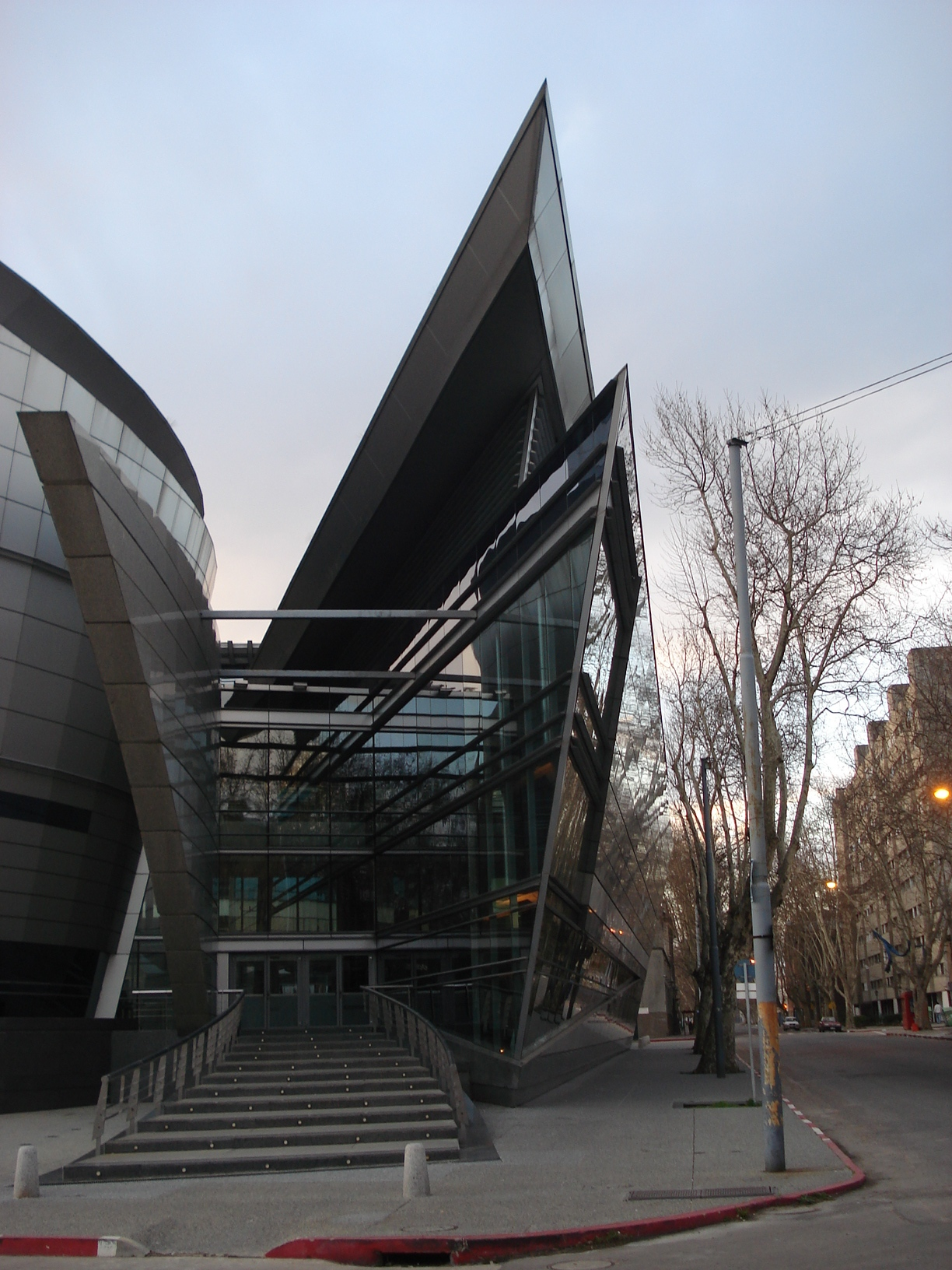
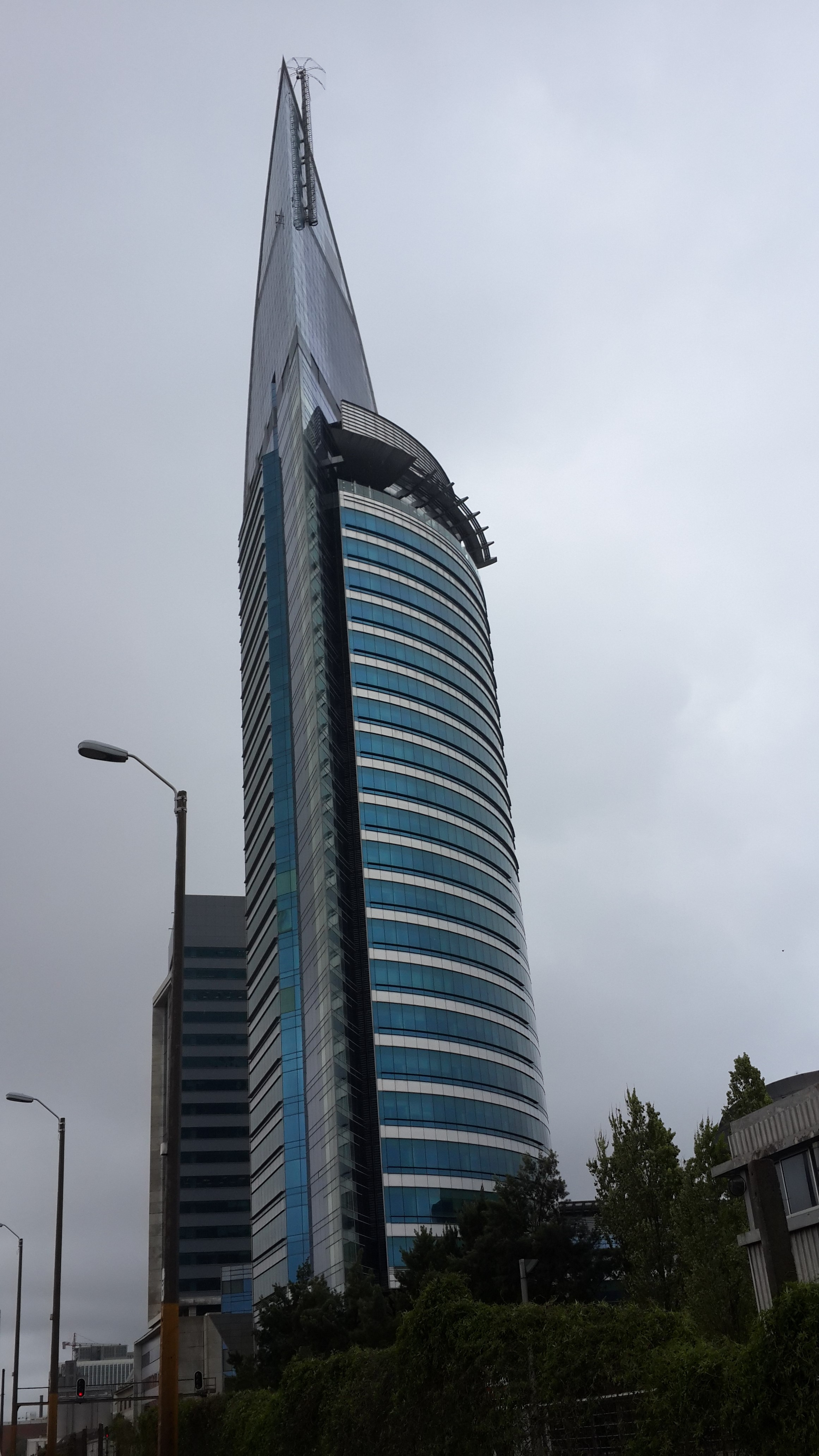
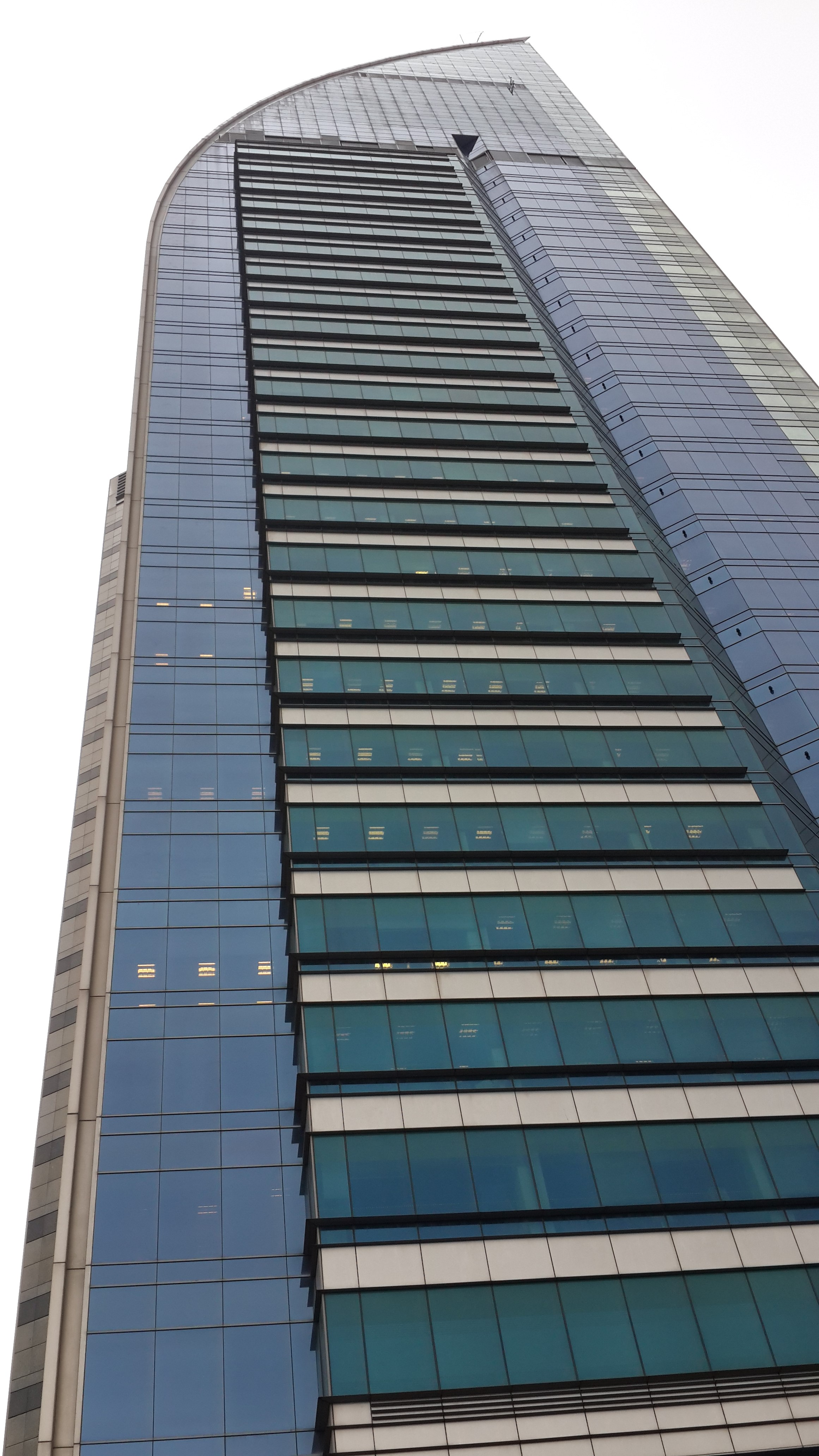